# Buriazia
La Repubblica di Buriazia (in russo Респу́блика Буря́тия?, Respublika Burjatija; in buriato: Буряад Улас, Burjaad Ulas) è una repubblica della Federazione Russa, la cui popolazione, secondo l'ultimo censimento, è di poco inferiore a un milione di abitanti.

## Geografia fisica
La Buriazia è situata nella regione centro-meridionale della Siberia, lungo la costa orientale del lago Bajkal, estesa su una superficie di circa 350000 km²; confina con la oblast' di Irkutsk ad ovest, con il territorio della Transbajkalia ad est, mentre all'estremità sudoccidentale condivide un confine con la Repubblica di Tuva. A sud condivide un confine internazionale con la Mongolia.

### Territorio

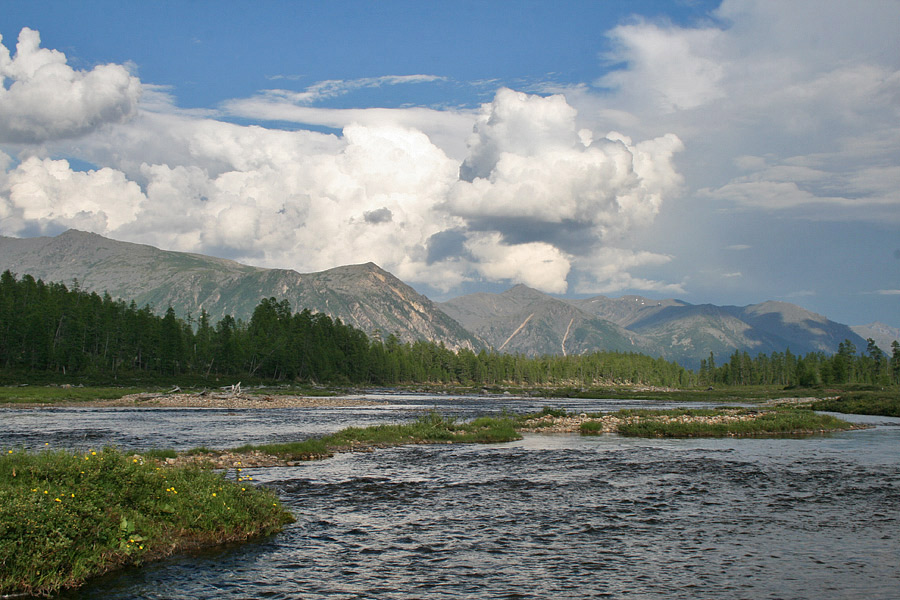
La valle del Barguzin nella riserva naturale di Džerginskij.

Il territorio della repubblica buriata si estende per intero nel vasto e geologicamente tormentato sistema di terre alte che costituisce la Siberia meridionale, ed è perciò in grande prevalenza montagnoso, culminando a 3 491 metri di quota con il monte Munku-Sardyk.
La caratteristica geografica più rilevante del territorio buriato è la presenza del lago Bajkal, il più grande della Russia, del quale la Buriazia possiede il 60% della linea costiera. Intorno a questo enorme lago, che occupa una fossa tettonica molto profonda, si ergono numerose catene montuose di forma allungata: a sud spicca la catena dei monti Chamar-Daban, chiusa a nord dalla foce del Selenga; più a settentrione si allungano i monti Ulan-Burgasy e i monti del Barguzin e, sull'altra sponda del lago Bajkal, la piccola catena montuosa omonima.
Anche la parte orientale del territorio è occupata da catene montuose e altopiani; le maggiori aree montuose a oriente sono la catena dei monti Jablonovyj, che si allunga in direzione sudovest-nordest per un migliaio di chilometri e segna parte del confine con la Transbajkalia, e il vasto altopiano Stanovoj a nordest. L'estremità sudoccidentale del territorio della Buriazia, a ovest del fiume Irkut, è interessato invece dalle propaggini orientali dei monti Saiani.

### Idrografia
L'assoluta maggioranza del territorio della repubblica buriata si estende su due bacini idrografici.
La parte occidentale del territorio appartiene a quello del lago Bajkal, che successivamente, tramite il fiume Angara, tributa al fiume Enisej. Il fiume principale appartenente a questo bacino idrografico è il Selenga (che, nato in Mongolia, scorre nella Buriazia nella parte finale del suo corso bagnando anche la sua capitale), con gli affluenti Uda, Chilok, Džida e Čikoj. Altri fiumi affluiscono direttamente al lago Bajkal, come il Barguzin e - nel nord della repubblica - la Verchnjaja Angara; la parte sudoccidentale del territorio tributa invece al fiume Angara tramite gli affluenti Irkut e Kitoj.
La parte orientale del territorio è invece tributaria della Lena, il maggiore fiume della Siberia orientale, soprattutto tramite il fiume Vitim che ne costituisce uno degli affluenti maggiori.

### Clima
Il clima della Buriazia è estremamente continentale, data la sua posizione geografica assolutamente estranea a qualunque influsso marittimo. Ovunque il clima presenta inverni estremamente freddi dominati dall'anticiclone russo-siberiano che porta a temperature bassissime e condizioni meteorologiche molto stabili, con scarse precipitazioni e cielo sereno o nebbia (soprattutto nelle aree pianeggianti di fondovalle). Le estati, conformemente alle caratteristiche dei climi continentali, sono abbastanza calde e discretamente piovose, per quanto condizioni di siccità possano comunque instaurarsi sul territorio.
Lungo le coste del Bajkal l'enorme massa d'acqua esercita un considerevole influsso climatico, in particolare sulle temperature medie estive che si abbassano in misura considerevole; la presenza di ghiaccio fino a primavera inoltrata rende inoltre questa stagione più fredda rispetto alle altre aree lontane dal lago. Il clima risente ovviamente anche della presenza delle montagne, con la successione di varie fasce altitudinali di clima e vegetazione.

## Suddivisioni amministrative
La divisione amministrativa di secondo livello della Repubblica della Buriazia è costituita da 21 rajon (distretti) e 2 città sotto la giurisdizione del circondario.

### Rajon
La Repubblica autonoma della Buriazia comprende rajon (fra parentesi il capoluogo; sono indicati con un asterisco i capoluoghi non direttamente dipendenti dal rajon ma posti sotto la giurisdizione del Circondario):
- Barguzinskij (Barguzin)
- Bauntovskij (Bagdarin)
- Bičurskij (Bičura)
- Chorinskij (Chorinsk)
- Džidinskij (Petropavlovka)
- Eravninskij (Sosnovo-Ozërskoe)
- Ivolginskij (Ivolginsk)
- Kabanskij (Kabansk)
- Kižinginskij (Kižinga)
- Kjachtinskij (Kjachta)
- Kurumkanskij (Kurumkan)

- Muchoršibirskij (Muchoršibir')
- Mujskij (Taksimo)
- Okinskij (Orlik)
- Pribajkal'skij (Turuntaevo)
- Selenginskij (Gusinoozërsk)
- Severo-Bajkal'skij (Nižneangarsk)
- Tarbagatajskij (Tarbagataj)
- Tunkinskij (Kyren)
- Zaigraevskij (Zaigraevo)
- Zakamenskij (Zakamensk)

### Città
I centri abitati della Buriazia che hanno lo status di città (gorod) sono 6 (in grassetto le città poste sotto la diretta giurisdizione della oblast' e che costituiscono pertanto una divisione amministrativa di secondo livello):
- Babuškin
- Gusinoozërsk
- Kjachta
- Severobajkal'sk
- Ulan-Udė
- Zakamensk

#### Insediamenti di tipo urbano
I centri urbani con status di insediamento di tipo urbano sono 14:
- Džida
- Jančukan
- Kamensk
- Kičera
- Nauški
- Nižneangarsk
- Novyj Uojan

- Onochoj
- Selenginsk
- Severomujsk
- Taksimo
- Tanchoj
- Ust'-Barguzin
- Zaigraevo

## Società

### Evoluzione demografica
Oltre 100 nazionalità e gruppi etnici abitano la Buriazia, tra cui russi (69,9%), buriazi (24%), ucraini (2,2%), tatari (1%), e bielorussi (0,5%) (dati basati sul censimento del 1989).
- Popolazione: 981 238 (2002)
  - Urbana: 584 970 (59,6%)
  - Rurale: 396 268 (40,4%)
  - Uomini: 467 984 (47,7%)
  - Donne: 513 254 (52,3%)
- Donne per 1 000 uomini: 1 097
- Età media: 31,6 anni
  - Urbana: 31,2 anni
  - Rurale: 32,2 anni
  - Uomini: 29,4 anni
  - Donne: 33,9 anni
- Nuclei familiari: 322 289 (comprendenti 958 402 persone)
  - Urbani: 197 651 (comprendenti 566 755 persone)
  - Rurali: 124 638 (comprendenti 391 647 persone)

### Religione
Il Buddhismo tibetano (Buddhismo Vajrayāna), lo sciamanesimo, e il cristianesimo ortodosso sono le religioni più diffuse.

## Storia
L'area della moderna Buriazia venne colonizzata per la prima volta nel XVII secolo da russi in cerca di pellicce e oro. Nel 1923, la repubblica venne creata tramite l'unione delle Oblast' Burjat-Mongol'skaja e Mongolo-Burjatskaja.
Il 3 novembre 2018 per decreto viene distaccata dal circondario federale della Siberia e aggregata al circondario federale dell'Estremo Oriente.

## Politica
La costituzione della repubblica è stata adottata il 22 febbraio 1994. Il capo del governo in Buriazia è il Governatore della Repubblica, che viene eletto con un mandato di quattro anni. 
L'attuale Governatore della Repubblica è Aleksej Sambuevič Cydenov. Il precedente (2007-2012) era Vjačeslav Vladimirovič Nagovicyn.
Fino al 2007 il presidente è stato Leonid Vasilevič Potapov, che era stato eletto il 1º luglio 1994, rieletto nel 1998 (con il 63,25% dei voti), e nuovamente rieletto il 23 giugno 2002 (con oltre il 67% dei voti). Prima dell'elezione Potapov era il presidente del Soviet Supremo della Repubblica, il più alto incarico dell'epoca.
Il parlamento della Repubblica è il Chural del Popolo (Народный хурал Бурятии), eletto ogni quattro anni e composto da 65 deputati.

## Economia
L'economia della repubblica buriata è legata a importanti prodotti agricoli e commerciali tra cui grano, verdure, patate, legna, pelli, grafite e tessili. Pesca, caccia, allevamento di animali da pelliccia, allevamento di pecore e bovini, attività mineraria, ingegneria e industria alimentare sono altri importanti settori economici.
Le risorse naturali della Buriazia comprendono oro, tungsteno, zinco, uranio e altro. Il lago Bajkal è inoltre una destinazione turistica molto frequentata.

## Cultura

### Istruzione
Le più alte istituzioni educative della repubblica comprendono l'Università di stato della Buriazia, l'Accademia di stato buriata dell'agricoltura, l'Accademia di stato siberiana orientale di arte e cultura, e l'Istituto tecnologico di stato siberiano orientale.